# Sandor Stern
Sandor Stern est un scénariste, réalisateur et producteur canadien né le 13 juillet 1936 à Timmins, en Ontario (Canada).

## Filmographie

### Producteur
- 1972 : La Nouvelle Équipe (The Mod Squad)
- 1973 : Doc Elliot (série télévisée)
- 1974 : Le Visiteur de la nuit (The Strange and Deadly Occurrence) (TV)
- 1977 : Navire en détresse (Killer on Board) (TV)
- 1978 : True Grit: A Further Adventure (TV)
- 1986 : Assassin (TV)
- 1990 : Dangerous Pursuit (TV)
- 1990 : Web of Deceit (TV)
- 1991 : Deception: A Mother's Secret (TV)
- 1992 : Duplicates (TV)
- 1993 : Jericho Fever (TV)

### Réalisateur
- 1973 : Doc Elliot (série télévisée)
- 1979 : The Seeding of Sarah Burns (TV)
- 1982 : Muggable Mary, Street Cop (TV)
- 1982 : Memories Never Die (TV)
- 1983 : Cutter to Houston (en) (série télévisée)
- 1984 : Passions (TV)
- 1985 : John and Yoko: A Love Story (TV)
- 1986 : Assassin (TV)
- 1986 : Easy Prey (TV)
- 1988 : Schyzo Dream (en) (Pin)
- 1988 : L'Innocence foudroyée (Shattered Innocence) (TV)
- 1988 : Probe (série télévisée)
- 1988 : Meurtre à Atlantic City (Glitz) (TV)
- 1989 : Amityville 4 (Amityville: The Evil Escapes) (TV)
- 1990 : Without Her Consent (TV)
- 1990 : Dangerous Pursuit (TV)
- 1990 : Web of Deceit (TV)
- 1991 : Deception: A Mother's Secret (TV)
- 1992 : Duplicates (TV)
- 1993 : Meurtre que je n'ai pas commis (Woman on the Run: The Lawrencia Bembenek Story) (TV)
- 1993 : Jericho Fever (TV)
- 1994 : Un cœur pour vivre (Heart of a Child) (TV)
- 1994 : Un enfant en danger (A Child's Cry for Help) (TV)
- 1995 : La Vérité en face (The Stranger Beside Me) (TV)
- 1996 : Coup de force (Gridlock) (TV)
- 1996 : Promised Land (en) (série télévisée)
- 1996 : Demain à la une ("Early Edition") (série télévisée)
- 1997 : Comme une ombre (In My Sister's Shadow) (TV)
- 1997 : L'Insigne du traître (Badge of Betrayal) (TV)

### Scénariste
- 1972 : Say Goodbye, Maggie Cole (TV)
- 1974 : Le Visiteur de la nuit (The Strange and Deadly Occurrence) (TV)
- 1974 : Les Derniers survivants (en) (Where Have All the People Gone?) (TV)
- 1976 : Shark Kill (TV)
- 1977 : Alerte rouge (en) (Red Alert) (TV)
- 1977 : Navire en détresse (Killer on Board) (TV)
- 1978 : True Grit: A Further Adventure (TV)
- 1979 : Fast Break
- 1979 : The Seeding of Sarah Burns (TV)
- 1979 : Amityville : La Maison du diable (The Amityville Horror)
- 1979 : Mysterious Island of Beautiful Women (TV)
- 1980 : To Find My Son (TV)
- 1982 : Muggable Mary, Street Cop (TV)
- 1982 : Memories Never Die (TV)
- 1983 : Cutter to Houston (en) (TV)
- 1984 : Passions (TV)
- 1985 : Les Filles du KGB (Secret Weapons) (TV)
- 1985 : John and Yoko: A Love Story (TV)
- 1986 : Assassin (TV)
- 1988 : Schyzo Dream (Pin...)
- 1988 : L'Innocence foudroyée (Shattered Innocence) (TV)
- 1990 : Dangerous Pursuit (TV)
- 1990 : Web of Deceit (TV)
- 1992 : Duplicates (TV)
- 1993 : Meurtre que je n'ai pas commis (Woman on the Run: The Lawrencia Bembenek Story) (TV)
- 2001 : Leap Years (série télévisée)